# Silene lhassana
Silene lhassana är en nejlikväxtart som först beskrevs av Frederic Newton Williams, och fick sitt nu gällande namn av Majumdar. Silene lhassana ingår i släktet glimmar, och familjen nejlikväxter. Inga underarter finns listade i Catalogue of Life.